# Moyenne Nevka
La Moyenne Nevka (en russe : Средняя Невка) est un canal dans le delta de la Neva. Il coule entre l'île Elaguine sur sa rive droite, et les îles Kamenny et Krestovski sur sa rive gauche. Il se jette dans le chenal Elaguine avant de rejoindre la baie de la Néva.

## Données géographiques
Long de 2,6 km, large de 100 à 230 mètres et profond de 8,4 mètres, le canal a un débit annuel moyen de 188 m3/s. Les rives, à l'exception d'une petite partie en amont de l'île Krestovski, restent meubles et abritent parcs et jardins arborés, lieux de détente.
La Moyenne Nevka est navigable.

## Galerie
|                        |
| Premier pont Elaguine. |

|                         |
| Deuxième pont Elaguine. |

|                                    |
| Les abords de la rivière en hiver. |